# Monts Brahui
Les monts Brahui sont un massif de montagnes du centre-ouest du Pakistan. Ils culminent à 3 578 mètres d'altitude au Zarghun Ghar. Ils s'étendent depuis la rivière Mula au sud en direction du nord puis s'infléchissent vers l'est, voire l'est-sud-est, jusqu'à la rivière Zhob, entre les monts Kirthar et les monts Sulaiman. Ils font partie de la province géologique de Kirthar-Sulaiman qui s'étend dans l'Ouest du pays.